# Kaledonski prekop
Kaledonski prekop povezuje škotsko vzhodno obalo pri Invernessu z zahodno obalo pri Corpachu blizu Fort Williama na Škotskem. Prekop je v začetku 19. stoletja zgradil škotski inženir Thomas Telford.

## Potek
Prekop je dolg približno 100 kilometrov od severovzhoda proti jugozahodu in doseže najvišjo točko pri 32 m nad morsko gladino. Le ena tretjina celotne dolžine je umetna, ostalo tvorijo Loch Dochfour, Loch Ness, Loch Oich in Loch Lochy. Ta jezera so v Great Glenu, na geološki prelomnici v zemeljski skorji. V toku prekopa je 29 zapornic (vključno z osmimi na Neptunovem stopnišču, Banavie), štirje akvadukti in 10 mostov.

### Severni del
Prekop se začne na severovzhodnem koncu pri morski zapornici Clachnaharry, zgrajeni na koncu umetnega polotoka, da bi zagotovili, da lahko čolni vedno dosežejo globoko vodo Beauly Firtha. Ker je polotok zgrajen z blatnimi temelji, je od takrat zahteval redno vzdrževanje. Ob zapornici je nekdanja zaporničarjeva hiša, dvonadstropna stavba z enonadstropno kočo na zahodnem koncu in zaprtim vrtom. Ob neznanem datumu je bila hiša razdeljena na dvoje in leta 2005 je vzhodna polovica postala pisarna za Scottish Canals. Objekt je uvrščen v kategorijo C. zaščite. Na nasprotnem koncu polotoka do morske zapore je nihajni most, ki čez kanal pelje železniško progo Far North. Prvi most na tem mestu je zasnoval Joseph Mitchell za železnico Inverness and Ross-shire in je bil zgrajen iz kovanega železa leta 1862. To je leta 1909 nadomestila podobna konstrukcija iz jekla, ki je dolga 37,5 m. Most je skupaj s sosednjo signalno omarico, ki sta jo leta 1890 zasnovala Mackenzie in Holland za Highland Railway, uvrščena na seznam zaščite B kategorije.
Zapornica Clachnaharry je poleg nihajnega mostu in meji na kovačijo in delavnice, ki izvirajo iz izgradnje kanala leta 1810 in so bile razširjene v letih 1840–50. Kovačija še vedno vsebuje dve ognjišči za kovanje kovine. Muirtown Basin zagotavlja priveze na vzhodnem koncu kanala, ki na skrajnem koncu zavije pod pravim kotom, da preide pod nihajni most, ki vodi cesto A862 in doseže let štirih zapornic Muirtown. Od vrha kanal nadaljuje proti jugu do nihajnega mostu Tomnahurich, ki nosi cesto A82 čez kanal. Prvotni leseni most je leta 1938 nadomestila jeklena konstrukcija, ki sta jo zasnovala Crouch in Hogg, ki je vključevala krmilno omarico, saj je promet na cesti in kanalu naraščal. V bližini je nekdanja mostiščarska koča, zgrajena v 1820-ih. Po letu 1965 v njem ni bilo več potrebe po nastanitvi mostovžarja, in potem ko je bila nekaj let prazna, so jo preuredili v nastanitev z opremo za samostojno pripravo hrane. Malo južneje je bil junija 2021 odprt drugi nihajni most v okviru projekta Inverness West Link. Med obema mostovoma je bila zgrajena nova nadzorna stavba, tako da je bilo mogoče oba nadzorovati z enega mesta. Koncept drugega mostu je bil, da se lahko promet preusmeri na enega od mostov, medtem ko je drugi odprt za promet po kanalih.
Kanal od zapornice Muirtown do zapornice Dochgarroch je predviden spomenik, prav tako zapornica Dochgarroch, ki je bila zasnovana za zaščito prekopa pred poplavami zaradi nihanja ravni reke Ness, ki teče čez jez južno od zapornice. Dvonadstropna hiša zapornice in skedenj iz 1850-ih gleda na zapornico. Načrtovan je tudi zadnji odsek prekopa do jezera Loch Dochfour, določeno območje pa vključuje jez za reko Ness in zahodni breg jezera Loch Dochfour do jezera Loch Ness. Na njegovem južnem koncu je svetilnik Bona, ki ga je leta 1815 kot hišo zgradil Thomas Telford in okoli leta 1848 spremenil v svetilnik. Stavba je osmerokotna, dvonadstropna in je redek primer celinskega svetilnika. Na tem mestu je nekoč peljal trajekt čez kanal Bona. Leta 1844 so prekop poglobili in razširili, ko so barke, ki so jih vlekli konji, zamenjali parni vlačilci, in obstajajo dokazi, da so stavbe nekoč vključevale štiri hleve. Odsek kanala od Clachnaharry Sea Locka do Bone je dolg 15,6 km, od tam pa je več kot 32 km vzdolž jezera Loch Ness do naslednjega odseka kanala pri Fort Augustusu.

### Južni del
Jezero Loch Lochy je dolgo približno 16 km, naslednji odsek prekopa pa se začne na njegovem južnem koncu. Vhod je označen z majhnim svetilnikom, medtem ko je vzhodno od prekopa Mucomir Cut, ki dovaja vodo iz jezera do hidroelektrarne Mucomir in reke Lochy. V Gairlochyju sta dve zapornici, zgornja je edina zapornica, ki ni bila zgrajena za odpiranje prekopa. Dodali so jo leta 1844, zgradila pa sta jo Jackson in Bean. Med zapornicama je hiša Telford, velika hiša za zapornice, zgrajena v letih 1811–1813, in veliko večja od večine drugih hiš, zgrajenih ob prekopu. Cesta B8084 prečka kanal na nihalnem mostu na gorvodnem koncu spodnje zapornice Gairlochy, vendar ni jasno, ali je del načrtovanega spomenika, saj na seznamu ni posebej omenjena, medtem ko je večina mostov vključena ali izključena. Približno 2,01 km dolvodno je Moy Swing Bridge, prvotni bivalni most. Sestavljen je iz dveh polovic in čuvaj zapornice iz Gairlochyja odpre vzhodno polovico z upravljanjem zapornice, nato pa prečka kanal, da izvede podobno dejanje na zahodni polovici. Na vzhodnem bregu kanala ob mostu je ohranjena enonadstropna koča iz okoli leta 1820.
Odsek pod mostom Moy vključuje štiri akvadukte, ki vodijo prekop čez lokalne reke. To so akvadukt Loy, akvadukt Muirshearlich, akvadukt Sheangain in akvadukt Mount Alexander. Akvadukt Loy je sestavljen iz treh vzporednih lokov, dolgih 79 m, pri čemer reka Loy teče skozi sredinski lok, stranska loka pa se uporabljata za pešce in živali, čeprav včasih prenašata poplavni tok iz reke. Akvadukt Torcastle je podoben, vendar nekoliko krajši s 73 m in nosi Allt Sheangain v dveh lokih, tretji pa se uporablja kot cesta. Akvadukt na Mount Alexander ima samo dva loka, enega uporablja Allt Mor, drugega pa pešpot.
Kmalu prekop prispe do vrha Neptunovega stopnišča, letve osmih zapornic, ki znižajo nivo prekopa za 20 m v prostoru 460 m. Na pol poti navzdol proti zahodu je še ena hiša, podobna tisti v Gairlochyju, vendar razdeljena, da nudi nastanitev za dva zaporničarja. Na vzhodnem bregu so kovačija in žage iz 1820-ih ter delavnica iz let 1880 do 1890. Neptunovo stopnišče je bilo prvotno opremljeno s 36 zapornicami, od katerih je bilo treba vsako zavrteti 20-krat, da so upravljali zapornice in zapore, vendar se je napredek skozi strukturo pospešil v 20. stoletju, ko je bila zadeva mehaniziran. Ob vznožju zapornic nihajni most pelje cesto A830 čez prekop, nihajni most z jeklenimi premčnimi nosilci, ki sta ga leta 1901 zgradila Simpson in Wilson, pelje progo West Highland Line od Fort Williama do Mallaiga. Prekop se obrne proti zahodu, da doseže par stopniščnih zapornic pri Corpachu, ki mu sledita majhen bazen in končna morska zapornica, ki omogoča dostop čolnom do jezera Loch Linnhe.

## Imena
Prekop ima več imen v škotski gelščini, vključno z Amar-Uisge/Seòlaid a' Ghlinne Mhòir ('vodna pot Velikega Glena'), Sligh'-Uisge na h-Alba ('vodna pot Škotske') in dobesedni prevod (An) Canàl Cailleannach.

## Zgodovina
Leta 1620 je višavski prerok, imenovan Brahan Seer, napovedal, da bodo polno opremljene ladje nekega dne plule okrog Tomnahuricha, blizu Invernessa, v času, ko je bila edina plovna pot v bližini te lokacije reka Ness na drugi strani Tomnahurich.
Inženirji so v 18. stoletju začeli proučevati izvedljivost prekopa, ki bi povezal jezero Loch Linnhe blizu Fort Williama z reko Moray Firth blizu Invernessa, leta 1726 je kapitan Edward Burt to zamisel zavrnil, ker je mislil, da bodo gore usmerile veter in naredile navigacijo preveč negotovo.
Komisarji za zasežene posesti so bili prvotno ustanovljeni za obravnavanje zasega in prodaje zemljišč, ki so bila prej v lasti tistih, ki so bili obsojeni zaradi izdaje po jakobitskem uporu leta 1715. Do leta 1773 so svojo pozornost usmerili v pomoč ribiški industriji in izumitelju in strojnemu inženirju Jamesu Wattu naročili raziskavo poti. Leta 1774 je objavil poročilo, v katerem je predlagal, da bi 3,0 m globok prekop od Fort Williama do Invernessa, ki poteka skozi Loch Lochy, Loch Oich, Loch Ness in Loch Dochfour, zahteval 32 zapornic in bi ga lahko zgradili za 164.032 funtov. Poudaril je koristi za ribiško industrijo, krajšo in varnejšo pot od vzhodne do zahodne obale Škotske in potencial za oskrbo prebivalstva s cenejšo koruzo, vendar je spet menil, da bi vetrovi na jezerih lahko predstavljali težavo.
William Fraser je leta 1793, ko je predlagal svoj načrt za prekop, napovedal, da je »narava dokončala že več kot polovico«. V tistem času je bil velik del Višavja v depresiji zaradi Highland Clearances, ki je mnogim odvzela domove in službe. Uvedeni so bili zakoni, ki so skušali izkoreniniti lokalno kulturo, vključno s prepovedjo nošenja tartana, igranja na dude in govorjenja škotske gelščine. Mnogi so emigrirali v Kanado ali drugam ali pa so se preselili v Škotsko nižavje. Izpad pridelka v letih 1799 in 1800 je mnogim prinesel stisko in spodbudil nov val izseljencev. Inženirja Thomasa Telforda so leta 1801 prosili, naj razišče problem izseljevanja, leta 1802 pa je objavil svoje poročilo, ki je predlagalo, da so bili glavni vzrok lastniki zemljišč, ki so prej redili govedo in ustvarili ogromne ovčje farme. Ker se je zavedal, da bi neposredni ukrepi vlade za soočanje s tem vprašanjem veljali za vmešavanje, je zato predlagal, da bi bil program javnih del, ki bi vključeval ceste, mostove in kanale, način za zagotovitev delovnih mest za ljudi, ki so bili razseljeni zaradi ovčereje ter spodbujati industrijo, ribištvo in kmetijstvo.
Telford se je obsežno posvetoval z ladjarji, ki so bili naklonjeni prekopu namesto nevarnemu potovanju okoli severne Škotske prek rta Wrath in Pentland Firth. Pridobil je nasvet kapitana Gwynna iz kraljeve mornarice, ki je izjavil, da sta jezeri Loch Ness in Loch Lochy dovolj globoka za vse velikosti čolnov in imata varna sidrišča, če se izkaže, da bi veter predstavljal težavo, vendar bi bilo treba jezero Loch Oich poglobiti, saj je bil mestoma plitev. Ugotovil je, da bosta Loch Garry, zahodno od Invergarryja, in Loch Quoich, onkraj tega, zagotovila ustrezno oskrbo z vodo. Ocenil je, da bi lahko prekop, primeren za ladje z ugrezom 6,1 m, zgradili v sedmih letih in bi stal okoli 350.000 funtov. Dodatna korist bi bila zaščita, ki bi jo prekop nudil ladijskemu prometu pred napadi francoskih zasebnikov. Telford je preučeval tudi možnost prekopa, ki bi povezal Loch Eil z Loch Shielom, oba zahodno od Fort Williama, vendar je shemo izključil zaradi globine ugrezov, ki bi bili potrebni. Prekop, kot tudi številni projekti za gradnjo cest, pristanišč in mostov, so bili prvič, da je vlada financirala javna dela te vrste. Telford jih je prepričeval, da je to izvedljivo in da bi zaposlovanje lokalnih ljudi na njem pomagalo ustaviti val izseljevanja, vendar nihče ni pomislil, ali se bo izplačalo, ko bo dokončano.

### Gradnja
V Clachnaharryju, zahodno od Invernessa, je Davidson nadziral gradnjo. Zapornica Clachnaharry Lock je bila prva zgrajena na vzhodnem koncu prekopa, leta 1807 pa sta jo dokončala Simpson in Cargill. Simpson je bil še eden od Telfordovih rekrutov iz projekta Ellesmere. Muirtown Basin je bil prav tako dokončan istega leta. Veliko je bilo 730 krat 130 m, pri gradnji pa je pripomoglo dejstvo, da je bilo njegovo dno nad nivojem oseke, zato je bilo razmeroma enostavno ohraniti dela na suhem. Cesto iz bazena v Inverness so preimenovali v Telford Street, Simpson in Cargill pa sta zgradila vrsto hiš za nadzornike in izvajalce, vključno z njimi. Za izgradnjo morske zapornice so v Beauly Firth zgradili dva bregova globoko 17 m. Dve tramvajski progi s širino 991 mm sta bili zgrajeni vzdolž brežin, da bi pripeljali ruševine in zemljo za razširitev brežin. Ko so bile brežine dokončane, je cena tujega lesa za gradnjo jezu tako narasla, da so bila dela preložena. Štiri zapornice Muirtown so bile dokončane leta 1909. V tem času je Davidson opazil, da se morski bregovi usedajo v mulj, in oblikovala se je ideja, da bi oba bregova spremenili v polotok in nato vanj izkopali zapornico. Ni jasno, ali je bil koncept Telfordov, Jessopov ali Davidsonov, vendar je prihranil stroške gradnje jezu. Polotok so pustili, da se poseda šest mesecev pred začetkom izkopavanja, in uporabili parni stroj Boulton and Watt s 6 KM (4,5 kW), da je zapornica med delom ostala suha. Struktura je bila dokončana leta 1812, tri leta pozneje od Davidsonove prvotne ocene.
V Corpachu, blizu Fort Williama, se je John Telford soočil s številnimi težavami. Vhodna zapora in bazen sta bila zgrajena na skali, kar je pomenilo izkopavanje skale pod nivojem Loch Linnhe. Parni stroj z močjo 20 KM (15 kW) je bil naročen pri Boulton and Watt v Birminghamu, da je delovno območje ostalo suho, za morsko zapornico pa je bil zgrajen nasip, ki je služil kot pomol za vhodne materiale, dokler zapornica ni bila zgrajena. Zidarji so zgradili več stavb v Corpachu, nato pa so prešli na gradnjo akvaduktov za prenos prekopa čez reke, saj je bilo treba dokončati spodnji kanal, da bi omogočili dovoz materiala do velike zapornice v Banavieju. Delo naj bi predstavljalo resen izziv za zdravje Johna Telforda in leta 1807 je umrl, zamenjal pa ga je Alexander Easton. Pokopan je bil na cerkvenem pokopališču Kilmallie, kjer je še vedno mogoče videti njegov okrašen grob, ki je zdaj v propadajočem stanju.
V Banavieju sta Simpson in Wilson pred začetkom dela na zapornicah zgradila dve hiši za skrbnike, ki so jih v predvidenih štirih letih, ki naj bi trajala za dokončanje leta, zasedli zidarji. Kamnoseštvo je bilo v veliki meri dokončano do leta 1811, tri leta in pol po začetku del. Do začetka leta 1810 je bil parni stroj v Corpachu pripravljen, jez, ki je omogočil gradnjo morske zapornice, pa je bil po precejšnjih težavah dokončan do sredine leta 1810. Dokončanje zapornice je bilo prednostna naloga, ker je moral parni stroj delovati, dokler vrata niso mogla zadržati morja, in to je bila prva zapornica, ki je začela delovati, dokončana je bila tik pred morsko zapornico pri Clachnaharryju. Do leta 1816 je bil kanal dokončan do jezera Loch Lochy, vendar ga ni bilo mogoče uporabiti, dokler se gladina jezera ni dvignila, kar je bilo odvisno od dokončanja del vzdolž prekopa.
Tla, skozi katera je bil vrezan prekop, so bila spremenljiva, dodatne težave pa so se pojavile pri gradnji zapornic, največje doslej zgrajene v tistem času. Težave so bile tudi z delovno silo, z visoko stopnjo odsotnosti, zlasti med in po spravilu krompirja ter sezoni košnje šote. To je pripeljalo do tega, da je Telford za obvladovanje primanjkljaja vključil irsko mornarico, kar je povzročilo nadaljnje kritike, saj je bil eden glavnih ciljev projekta zmanjšanje brezposelnosti v višavju. Prekop so končno odprli leta 1822, dokončanje pa je trajalo dodatnih 12 let in je stalo 910.000 funtov. Pri gradnji je bilo zaposlenih več kot 3000 lokalnih prebivalcev, vendar je bil ugrez zmanjšan s 6,1 do 4,6 m, da bi prihranili stroške. Medtem je ladjedelništvo napredovalo z uvedbo ladij z železnim trupom na parni pogon, od katerih so bile mnoge takrat že prevelike za uporabo prekopa. Kraljevi mornarici prav tako ni bilo treba uporabljati prekopa, saj je bil Napoleon poražen pri Waterlooju leta 1815 in zaznane grožnje ladijskemu prometu ob začetku gradnje prekopa zdaj ni več.

## Delovanje
Kmalu so se pokazale napake v nekaterih uporabljenih materialih in del dvojne zapore Corpach se je leta 1843 porušil. To je vodilo k odločitvi, da se prekop zapre, da se omogočijo popravila, globina pa se  istočasno poveča na 5,5 m. Delo je zasnoval Telfordov sodelavec James Walker, izvedla sta Jackson in Bean iz Astona v Birminghamu in je bilo dokončano med letoma 1843 in 1847 po ceni 136.089 funtov. Vendar se ves promet, za katerega se je pričakovalo, da se bo vrnil k uporabi prekopa, tega ni storil. Komercialno gledano podvig ni bil uspešen, vendar je zaradi dramatične pokrajine, skozi katero poteka, postal turistična atrakcija. Kraljica Viktorija se je leta 1873 odpravila na potovanje po njem, javnost, ki je obkrožala potovanje, pa je povzročila velik porast obiskovalcev regije in kanala. Prihod železnic v Fort William, Fort Augustus in Inverness je malo škodoval prekopu, saj so bili vlaki načrtovani za povezavo s parniki.
Komercialni promet se je povečal med prvo svetovno vojno, ko so skozi prekop tovorili komponente za gradnjo rudnikov na poti iz Amerike v U.S. Naval Base 18 (Muirtown Basin, Inverness) in ribiški čolni so ga uporabili, da bi se izognili morebitnemu sovražnikovemu delovanju na daljši poti okoli severa Škotske. V tem obdobju je potekalo 24-urno delovanje, ki so ga olajšali boj in razsvetljava po vsej dolžini. Lastništvo je leta 1920 prešlo na Ministrstvo za promet, nato pa leta 1962 na British Waterways. Izvedene so bile izboljšave, med letoma 1964 in 1969 so bile zapornice mehanizirane. Do leta 1990 je bil prekop očitno potreben obnove, stene zapornic so bile izbočene in ocenjeno je bilo, da bi popravila stala 60 milijonov funtov. Brez možnosti, da bi vlada to financirala, je British Waterways pripravil načrt popravila in med letoma 1995 in 2005 so dele prekopa vsako zimo izsušili. Za povezovanje dvostenskih sten zapornic so bile uporabljene palice iz nerjavečega jekla, v strukture pa je bilo vbrizganih več kot 25.000 ton injekcijske mase. Vsa zaporna vrata so bila zamenjana, rezultat pa je bil prekop, katerega strukture so bile verjetno v boljšem stanju, kot so bile kdaj koli prej. Leta 1993 so British Waterways and Parks Canada privolili v pobratenje prekopa s prekopom Rideau v Ontariu v Kanadi.
Prekop je zdaj na seznamu spomenikov in vsako leto privabi več kot 500.000 obiskovalcev. British Waterways, ki sodeluje z Highland Council ter Forestry and Land Scotland v okviru pobude Great Glen Ways Initiative, je upal, da bo to število do leta 2012 povečal na več kot 1 milijon. Turisti lahko uživajo v prekopu na veliko načinov, kot je udeležba na reliju Great Glen, kolesarjenje po vlečnih poteh ali križarjenje s hotelskimi barkami.

## Galerija
- Neptunovo stopnišče, najdaljša stopniščna zapornica v Veliki Britaniji
- Zapornica Dochgarroch ob Kaledonskem prekopu z odprtimi spodnjimi vrati. Zgornja vrata, ki vodijo do jezera Loch Dochfour, so zaprta.
- Zapornice pri Fort Augustusu
- Gairlochy Bottom Lock
- Morska zapornica Corpach
- Jadrnica se približuje s strani Loch Linnhe nihajnega mostu Mallaig Extension Railway
- Lord of the Glens zapušča Corpach Sea Lock